# Lacul Michigan-Huron
Lacurile Michigan și Huron (în engleză Lake Michigan–Huron) sunt două dintre cele cinci Mari Lacuri din America de Nord, conectate prin Strâmtoarea Mackinac⁠(d). Din punct de vedere hidrologic, ele formează un singur lac, numit uneori Lacul Michigan-Huron.
Lacul Michigan–Huron (de asemenea, Huron–Michigan) este corpul de apă care combină Lacul Michigan și Lacul Huron, care sunt unite prin strâmtoarea Mackinac, în apă deschisă, lățimea de 5 mile (8,0 km), adâncime de 295 picioare (90 m). Huron și Michigan sunt din punct de vedere hidrologic un singur lac, deoarece fluxul de apă prin strâmtori menține nivelul apei în echilibru general. Deși debitul este în general spre est, apa se mișcă în ambele direcții, în funcție de condițiile locale. Combinat, Lacul Michigan-Huron este cel mai mare lac de apă dulce din lume în funcție de zonă. Lacul Superior este mai mare decât fiecare în parte, deci este considerat cel mai mare dintre Marile Lacuri atunci când Lacul Michigan și Lacul Huron sunt considerate separat.